# Abigail Obando
Abigail Patricia Obando Cambronero (* 10. Februar 1996) ist eine costa-ricanische Leichtathletin, die sich auf den Hochsprung spezialisiert hat und in dieser Disziplin Inhaberin des Landesrekordes ist. 

## Sportliche Laufbahn
Erste internationale Erfahrungen sammelte Abigail Obando im Jahr 2013, als sie bei den Zentralamerikameisterschaften in Managua mit übersprungenen 1,60 m den vierten Platz belegte. Im Jahr darauf siegte sie mit derselben Höhe bei den Juniorenzentralamerikameisterschaften ebendort und gewann dann bei den Zentralamerikameisterschaften in Tegucigalpa mit 1,60 m die Bronzemedaille hinter der Panamaerin Kashani Ríos und Ruth Morales aus Guatemala. 2015 gelangte sie bei den NACAC-Meisterschaften in San José mit 1,65 m auf Rang neun und 2018 brachte sie bei den Zentralamerika- und Karibikspielen in Barranquilla keinen gültigen Versuch zustande. 2020 siegte sie mit übersprungenen 1,70 m bei den Zentralamerikameisterschaften in San José und sicherte sich dort auch mit der costa-ricanischen 4-mal-100-Meter-Staffel in 48,22 s die Goldmedaille. Im Jahr darauf verteidigte sie bei den Zentralamerikameisterschaften ebendort mit 1,77 m ihren Titel und auch bei den Zentralamerikameisterschaften 2022 in Managua siegte sie mit 1,75 m. Zudem gewann sie dort in 50,22 s die Silbermedaille mit der Staffel hinter dem Team aus Nicaragua. Im Jahr darauf sicherte sie sich ihren vierten Titel bei den Zentralamerikameisterschaften in San José mit neuem Landesrekord von 1,78 m und siegte auch mit der Staffel in 47,75 s. Anschließend gelangte sie bei den Zentralamerika- und Karibikspielen in San José mit 1,75 m auf den sechsten Platz.
In den Jahren von 2021 bis 2023 wurde Obando costa-ricanische Meisterin im Hochsprung.